# Землелаз болівійський
Землелаз болівійський (Tarphonomus harterti) — вид горобцеподібних птахів родини горнерових (Furnariidae). Мешкає в Болівії і Аргентині. Вид названий на честь німецького орінтолога Ернста Гартерта.

## Опис
Довжина птаха становить 16-17 см, вага 22-26 г. Тім'я коричневе, верхня частина тіла рудувато-коричнева, над очима білуваті "брови". Горло біле, нижня частина тіла рудувато-охриста. Крила рудуваті. Хвіст округлої форми, коричневий, біля основи рудий. Дзьоб довгий, вигнутий, чорнуватий, знизу біля основи світліший, лапи оливково-коричневі.

## Поширення і екологія
Болівійські землелази мешкають в Болівійських Андах. Вони живуть у високогірних сухих чагарникових заростях та в гірських широколистяних лісах. Зустрічаються поодинці або парами, на висоті від 1450 до 2960 м над рівнем моря. Живляться комахами. Болівійські землелази ведуть більш наземний спосіб життя, ніж аргентинські землелази, віддають перевагу місцевостим, де ростуть наземні бромелієві.